# Hypostomus surinamensis
Hypostomus surinamensis är en fiskart som beskrevs av Boeseman, 1968. Hypostomus surinamensis ingår i släktet Hypostomus och familjen Loricariidae. Inga underarter finns listade i Catalogue of Life.